# Juan Ingallinella
Juan Ingallinella (Rosario, 1912 ― ibidem, 1955) était un médecin et homme politique argentin.
Militant du Parti communiste argentin, médecin des pauvres, propriétaire d’une imprimerie clandestine, Ingallinella fut enlevé à son domicile par la police le 17 juin 1955, au lendemain de la tentative (avortée) de coup d’État perpétrée par l’aéronavale (se traduisant notamment par un bombardement de la place de Mai à Buenos Aires, qui se solda par des centaines de morts civiles), et dans le cadre aussi d’un anti-communisme général propre au péronisme ; torturé au commissariat de Rosario, il y trouva la mort par arrêt cardiaque, consécutivement sans doute à l’usage de la gégène. Les dénégations initiales des autorités et le fait que son corps ne put ensuite être retrouvé, ont conduit à le considérer comme l’un des premiers cas d’une longue série ultérieure de desaparecidos, c’est-à-dire de disparitions forcées d’opposants politiques en Argentine. Cependant, l’enquête diligentée par le juge sous la pression notamment de l’université de Rosario, permit de désigner les auteurs matériels du crime et de les faire condamner pour homicide. Entre-temps, ce qui sera appelé l’« affaire Ingallinella » avait eu en Argentine un grand retentissement, surtout politique, et fut l’un des facteurs qui mirent à mal la politique de la main tendue à l’opposition que tentait alors de mettre en œuvre le président Perón .

## Biographie
Fils d’immigrants siciliens, Juan Ingallinella obtint un diplôme de docteur en médecine et installa son cabinet de consultation dans son propre domicile, au n°667 de la rue Saavedra, dans le quartier de La Tablada à Rosario, province de Santa Fe. Il épousa Rosa Trumper (née en 1914), institutrice de son état, avec qui il aura une fille, Ana María.

## Activités professionnelle et politique
Durant ses études de médecine à Rosario, commencées en 1931, Ingallinella milita d’abord dans le mouvement étudiant réformiste. Il se rapprocha du groupe universitaire Insurrexit, qu’orientait alors l’écrivain communiste Héctor P. Agosti, et s’affilia ensuite à la Fédération des jeunesses communistes d’Argentine. En 1941, il assista au Congrès de la jeunesse argentine, réuni à Córdoba en vue de constituer des fronts anti-guerre et antifascistes.
Selon des témoignages recueillis par la presse de Rosario, les patients sans ressources étaient soignés gratuitement par Ingallinella, qui les fournissait en médicaments quand ils n’avaient pas les moyens de se les acheter, allant même jusqu’à les pourvoir de vêtements et de chaussures. De même, il dispensait ses soins pro Deo dans l’hôpital pédiatrique Víctor J. Vilela de Rosario.
Militant communiste, Ingallinella avait accroché le portrait de Lénine dans son cabinet de consultation. En 1943, le régime dictatorial issu du coup d’État qui renversa le président Ramón Castillo décréta illégal le Parti communiste. Début 1944, pendant la même dictature militaire, trois communistes furent arrêtés par la police de Rosario et torturés, en réaction à quoi Ingallinella, qui faisait fonctionner une petite imprimerie clandestine, dénonça les faits dans un tract, désignant comme responsables les officiers Félix Monzón (chef de la section Orden Social y Político), Santos Barrera (sous-chef de ladite section) et Francisco E. Lozón (chef de la section Lois spéciales).
Bien que le Parti communiste fût ultérieurement reconnu comme organisation légale et autorisé à participer aux élections, ses militants continuaient de faire l’objet de persécutions policières. Ainsi Ingallinella accumulera-t-il à lui seul une vingtaine de procédures pour outrage et résistance à autorité et sera-t-il détenu plusieurs fois à l’hôtel de police de Rosario, notamment une fois entre avril 1944 et le milieu de 1945.
Sous le Premier Péronisme (1946-1955), il prit part en tant que délégué au XIe congrès du Parti communiste argentin, qui se tint en août 1946 à Buenos Aires. En 1953, il fit le voyage de Vienne, en Autriche, pour y assister au Premier Congrès mondial des médecins pour l’étude des conditions actuelles de vie, puis se rendit en Union soviétique à l’invitation du ministère de la Santé publique et de l’Académie soviétique des sciences médicales. Il visita ainsi plusieurs centres et instituts scientifiques à Moscou, Léningrad et Stalingrad, et prolongea ensuite son voyage vers la Tchécoslovaquie afin d’y étudier la situation de ce pays en matière de santé publique. Avant son retour en Argentine, il mit à profit son séjour en Europe pour s’informer sur l’organisation de la médecine en Autriche, en Italie, en France, en Suisse et en Allemagne fédérale. De retour au pays, il se porta candidat pour un siège de député national aux élections du 25 avril 1954.

## Disparition

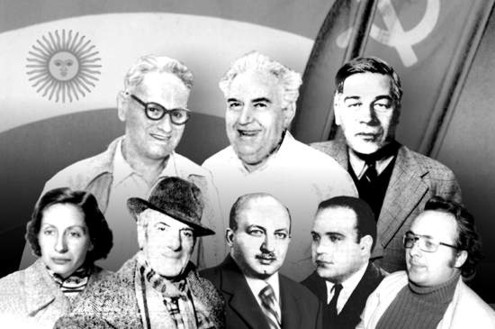
Montage photographique montrant les fondateurs et dirigeants historiques du communisme argentin.
En haut, de gauche à droite : Rodolfo Ghioldi, Victorio Codovilla et Luis Emilio Recabarren.
En bas : Alcira de la Peña, Benito Marianetti, Juan Ingallinella, Jorge Calvo et Alberto Cafaratti.

Le 16 juin 1955 se produisit en Argentine une rébellion militaire visant à renverser le président constitutionnel Juan Perón. Sans préavis aucun, dans une action sans précédent dans l’histoire de l’Argentine, des avions de l’aéronavale bombardèrent la place de Mai et d’autres lieux à Buenos Aires et mitraillèrent la population civile, causant la mort de quelque 400 personnes et faisant plus de 2000 blessés.
Aussitôt, le comité rosarin Zone Sud du Parti communiste rédigea et fit circuler une feuille volante condamnant cette action, tandis que « Inga » (ainsi que l’appelaient ses camarades) revenait d’une localité voisine où il s’était rendu en déplacement pour le Parti communiste, Ingallinella étant alors en effet chargé de mission pour le parti à Rosario.
Dès cette même journée du 16 juin, la police de Rosario entreprit de mettre en détention plusieurs dirigeants de l’opposition, puis, le lendemain, une brigade de police se présenta au domicile d’Ingallinella, qui s’était refusé à se cacher, et le conduisit, quoique ne disposant d’aucun mandat d’amener, à la Division de recherche de l’Hôtel de police, en même temps qu’une soixantaine d’autres personnes, parmi lesquelles figuraient aussi les avocats Guillermo Kehoe et Alberto Jaime. Les détenus furent ensuite renvoyés à leurs foyers, à l’exception d’Ingallinella. Aux démarches de son épouse et de ses camarades, la police répondit en assurant qu’il avait quitté l’Hôtel de police par ses propres moyens.

## Mobilisations
Bientôt, collègues d’Ingallinella et étudiants se mobilisèrent, et une commission universitaire fut créée pour réclamer une instruction judiciaire. Environ un mois plus tard, le 13 juillet 1955, les enquêteurs judiciaires se mettaient en grève, et le 2 août, la Confédération médicale de la République argentine décida un arrêt de travail national.
Le 20 juillet 1955, l’interventeur fédéral dans la province de Santa Fe, Ricardo Anzorena, qui pourtant avait nié jusque-là le bien-fondé de la dénonciation, ordonna la prise de corps contre le chef et le sous-chef du Service de recherche, et contre d’autres policiers, ainsi que le remplacement du commissaire en chef de la police de Rosario, Emilio Vicente Gazcón, par Eduardo Legarreta, et la mise à pied immédiate des policiers impliqués.
Le 27 juillet 1955, le gouvernement provincial de Santa Fe publia le communiqué officiel suivant :

« [Ingallinella] serait décédé des suites d’une syncope cardiaque pendant l’interrogatoire lors duquel il fut violenté par des employés de la section Ordre social et Lois spéciales. »

## Instruction judiciaire
La législation alors en vigueur comportait une disposition, dite fuero policial, en vertu de laquelle le personnel de la police ne devait pas être jugé pénalement par la justice ordinaire mais par un tribunal spécial, le Conseil de justice policière, qui au début tenta en effet de se saisir du cas. Comme le juge d’instruction Carlos Rovere s’était lui aussi déclaré compétent, la Cour suprême de justice de la province de Santa Fe fut requise de trancher le litige : le 3 août 1955, il déclara compétent le juge, arguant que les policiers concernés avaient par suite de leur mise à pied perdu leur statut de policier.
L’enquête judiciaire permit d’abord de porter au jour les différentes manœuvres de dissimulation, telle que l’escamotage de nombreux feuillets du registre où étaient consignées les entrées et sorties de détenus. Grâce au témoignage d’autres prisonniers, une reconstitution put être faite du traitement infligé à Ingallinella, laquelle reconstitution fera apparaître que Francisco E. Lozón, chef de la section Lois spéciales, qui cherchait à localiser le miméographe ayant servi à imprimer les feuilles volantes, fit torturer plusieurs détenus, dont Ingallinella, au moyen de la gégène (picana eléctrica).
Quelque temps plus tard, l’un des accusés, l’officier Rogelio Luis Delfín Tixie, rompit le pacte de silence et raconta qu’Ingallinella avait péri sous la torture et que son cadavre avait été enterré près de la gare de chemin de fer de la localité d’Ibarlucea, à 17 km environ au nord-ouest de Rosario, puis transporté vers un autre endroit dans un véhicule de la Division de recherches.
La Justice établit que pour effacer toute trace du transfert, les 41 premiers feuillets datés au 19 juin 1955 furent arrachés de la main-courante du poste de la police routière de Pérez, sis à environ 10 km au sud-est de Rosario. L’on put néanmoins déterminer que le véhicule utilisé était retourné à Rosario vers 21h. ce même jour. Des fouilles effectuées dans la zone indiquée par l’officier Rogelio Luis Delfín Tixie permirent d’exhumer un tissu pouvant correspondre au pardessus du médecin disparu. Cependant, l’on ne parviendra jamais à savoir où les restes d’Ingallinella avaient été déposés.
L’officier Rogelio Luis Delfín Tixie mit également en cause l’ancien commissaire de police Emilio Vicente Gazcón, qui, d’après ses dires, aurait personnellement communiqué le mode opératoire à Francisco E. Lozón, chef de la section Lois spéciales, et lui aurait ordonné d’appliquer la torture.

## Sentence
Le 30 mai 1961, le juge Juan Antonio Vitullo déclara que le fait de n’avoir pas retrouvé le cadavre ne constituait pas, vu l’abondance des éléments de preuve, un obstacle à ce que l’incrimination d’homicide pût être retenue. La défense des accusés fit valoir que ceux-ci ne pouvaient supposer que la torture à l'électricité était normalement dangereuse, attendu qu’aucune des autres victimes n’en avait souffert de conséquences graves, en considération de quoi la mort devait être imputée à une condition anormale, une prédisposition chez le docteur Ingallinella. Dès lors, l’homicide volontaire serait à exclure en l’espèce, et l’hypothèse d’un homicide par imprudence à privilégier.
Le juge cependant rejeta cette hypothèse, arguant que si la mort d’Ingallinella a pu en effet ne pas être planifiée, elle appartenait néanmoins à la sphère des possibilités réelles compte tenu de la méthode de torture mise en œuvre, et qualifia le délit d’homicide aggravé. Francisco E. Lozón, chef de la section Lois spéciales, Félix Monzón, chef de la section Ordre social et politique, Rogelio Luis Delfín Tixie et Santos Barrera, sous-chef de la section Ordre social et politique, furent condamnés à la prison à perpétuité, Fernando Luis Serrano à deux ans d’emprisonnement, et Emilio Vicente Gazcón, ancien commissaire en chef de la police, à une amende et à la privation des droits politiques pour la durée d’un an.

### Recours en appel
La défense ayant fait appel du verdict le 19 décembre 1963, la deuxième chambre du tribunal pénal de Rosario modifia la qualification d’homicide aggravé en homicide simple.
Francisco E. Lozón fut condamné à 20 ans de réclusion en qualité de « promoteur, auteur matériel et responsable principal » d’homicide simple, de privation illégale de liberté et de recouvrements illicites ;

Félix Monzón, Rogelio Luis Delfín Tixie, Fortunato Domingo Desimone, Arturo Lleonart et Santos Barrera à 15 ans de prison ;

Ricardo Rey et Héctor Andrés Godoy à 6 ans, pour dissimulation de crime, privation illégale de liberté et recouvrements illicites ;

Francisco Rogelio Espíndola et Fernando Luis Serrano à deux ans, pour dissimulation de crime ;

Gilbert Silvestre Bermúdez, ancien chef du Service de recherches, et Emilio Vicente Gazcón, ancien commissaire en chef de la police furent condamnés à une amende pour manquement aux devoirs de fonctionnaire public.
D’autre part, la même sentence en appel disposa qu’aux crimes concernés ne pouvait s’appliquer l’amnistie pour délits politiques telle qu’adoptée par la loi n°14.436, attendu que celle-ci excluait de son champ d’application « les délits atroces commis de manière inhumaine, et sans relation plausible avec le mobile politique ou professionnel allégué ».

## Répercussions politiques
Juan Ingallinella est considéré comme l’un des premiers desaparecidos de l’histoire argentine,, après le maçon anarchiste Joaquín Penina (1901-1930), « disparu » par la police de Rosario, et les trois militants anarchistes Miguel Arcángel Roscigna (1891-1937), Andrés Vázquez Paredes et Fernando Malvicini, « disparus» le 31 décembre 1936.
Dans le sillage des événements du 16 juin 1955, le gouvernement péroniste se lança dans une campagne de pacification et voulut tendre la main à l’opposition. Dans ce cadre, quelques chefs de l’opposition furent autorisés à prononcer des discours à la radio, à commencer, le 27 juillet, par le dirigeant radical Arturo Frondizi. L’affaire Ingallinella eut cependant une incidence négative sur ce processus. L’historien Félix Luna écrivit à ce propos :

« Ce scandale, survenu presque fortuitement, blessait à mort les tentatives de pacifier les esprits. Ni le gouvernement national, ni celui de Santa Fe n’avait eu de responsabilité directe dans la criminelle manière de procéder de la police de Rosario. Mais c’était comme si les standardistes de 1948, le dirigeant des travailleurs sucriers Aguirre, l’étudiant Bravo, les étudiants de la FUBA et les cheminots de 1951, les conspirateurs de Suárez de 1952, les terroristes de 1953, les centaines d’Argentins qui étaient passés par l’ordalie de la gégène sous le gouvernement de Perón sans que fussent châtiés leurs tortionnaires, s’incarnaient à présent dans le cadavre d’Ingallinella. Aucune responsabilité directe, assurément ; mais le régime avait permis que la torture fût habituellement employée, avait protégé ses opérateurs, avait systématiquement dédaigné les enquêtes que réclamait l’opposition. Le hasard d’un cœur faible révélait maintenant, de façon dramatique et implacable, l’essence répressive du système justicialiste : en fin du compte, la police de Rosario avait joué avec Ingallinella de la même manière que beaucoup de policiers de tout le pays jouaient depuis des années avec les prisonniers politiques. »

— Félix Luna
Pour sa part, Rodolfo Walsh déclara dans une revue en 1958 :

« Je ne suis pas péroniste, ne l’ai jamais été et n’ai pas l’intention de le devenir. [...] Je peux, sans remords, répéter que j’ai été partisan de l’éclatement de septembre 1955. Non seulement pour des motifs pressants d’affection familiale ― je les avais ―, mais parce que je portais en moi la certitude que venait d’être renversé un système qui se moquait des libertés civiles, qui poussait à l’obséquiosité d’un côté et aux débordements de l’autre. Et je n’ai pas la mémoire courte : ce que je pensai alors, à tort ou non, je continue de le penser. […] Ce que je ne comprends pas bien, c’est qu’on prétendait nous obliger à choisir entre la barbarie péroniste et la barbarie révolutionnaire, entre les assassins de Juan Ingallinella et les assassins de Affaire Satanowsky. »

— Rodolfo Walsh
Rien ne permet d’affirmer que l’affaire Ingallinella à elle seule joua un rôle déterminant dans l’orientation que prendront les événements ultérieurs, lesquels devaient culminer dans le soulèvement militaire du 16 septembre 1955 (le putsch qui renversa Juan Perón et déboucha sur l’autodénommée Révolution libératrice), mais elle fut exploitée par l’opposition comme argument contre un gouvernement devenu instable pour de multiples et complexes raisons.

## Hommages
Le poète Raúl González Tuñón lui dédia son poème Ingallinella, et Alfredo Varela son poème Sangre santa.
Juan Ingallinella figura parmi les rosarinos les plus éminents désignés par le journal La Capital dans un ouvrage spécial publié à l’occasion de son 140e anniversaire.
En 2000, le Conseil de délibération (conseil municipal) de la ville de Rosario disposa par son ordonnance nº7121 (adoptée le 9 novembre 2000) que fût donné le nom du Dr Juan Ingallinella à la place sise entre les rues Virasoro, Alem, Rueda et Primero de Mayo de cette ville.
Le 24 juin 2010, le même Conseil déclara Juan Ingallinella « citoyen illustre à titre posthume », en reconnaissance de son parcours militant, de sa lutte pour la justice, la solidarité et l’égalité entre les hommes.